# Carnedd Llewelyn
Carnedd Llewelyn, también escrito como Carnedd Llywelyn, es una montaña de la cordillera de los Carneddau, situada en el Parque nacional de Snowdonia, al noroeste de Gales. Con una altitud de 1064 metros (3490,8 pies), es el punto más alto de los Carneddau, la segunda cumbre más alta por prominencia topográfica en Gales, y la 49.ª más prominente de las Islas Británicas. Se ubica en la frontera entre Gwynedd y Conwy. En los años 1950 un avión se estrelló en la montaña y sus restos aún permanecen allí.

## Topografía y rutas de ascenso
Carnedd Llewelyn se encuentra en el centro de la cresta principal noreste-suroeste de los Carneddau, entre Carnedd Dafydd al suroeste y Foel Grach al norte. Una cresta secundaria lo conecta con Yr Elen al noroeste.
Puede ascenderse desde Gerlan (cerca de Bethesda), siguiendo el curso del río Afon Llafar hasta Yr Elen y luego la cresta corta hasta Llewelyn. Otra ruta parte desde Helyg, sobre la carretera A5, pasando por el embalse y luego por las pendientes sobre Craig yr Ysfa. También se puede llegar desde Pen yr Ole Wen o Foel-fras por la cresta principal.
La cumbre es un altiplano cubierto de rocas, semejante a otras cimas del sur de los Carneddau. Los riscos de sus laderas son conocidos para la escalada, especialmente Ysgolion Duon (las «escaleras negras») y Craig yr Ysfa.
Durante el invierno y primavera, la montaña retiene grandes acumulaciones de nieve. Los ventisqueros pueden persistir hasta julio en los canales meridionales. En su cara oriental se encuentra Llyn Llyffant, el lago más alto de Gales.

## Etimología
El nombre Carnedd Llewelyn significa «el túmulo de Llewelyn» en galés. Se cree que la montaña, junto con la vecina Carnedd Dafydd, fue nombrada en honor a Llywelyn ap Gruffudd, último príncipe independiente de Gales, y su hermano Dafydd ap Gruffudd.
Otros estudios sugieren que los nombres hacen referencia a Llywelyn el Grande y a su hijo Dafydd ap Llywelyn.
La forma ortográfica también es objeto de debate: Llewelyn aparece en los mapas oficiales del Ordnance Survey, mientras que Llywelyn es la forma predominante en Gales y en la literatura galesa moderna.

## Accidente aéreo
El 15 de marzo de 1950, un avión Avro Lincoln (RF511) de la Royal Air Force, perteneciente al 230.º Escuadrón de Conversión Operativa, se estrelló en la ladera de Carnedd Llewelyn durante un vuelo nocturno. El aparato había partido desde RAF Scampton y, tras una orden de desvío debido al mal tiempo, el piloto interpretó erróneamente un giro de 180° como 80°, lo que resultó en una colisión controlada contra el terreno. Los seis tripulantes fallecieron en el impacto.
Los restos del avión aún permanecen en la montaña, y en 2002 se colocó una placa conmemorativa en el lugar del accidente.